# Опер Крюк
«Опер Крюк» — украинский телесериал режиссёра Александра Будённого, снятый в 2006 году кинокомпанией FILM.UA. Фильм снят по мотивам романа братьев Аловых «Опер Крюк. Число зверя» из одноимённой серии книг о капитане Крюкове. Премьера состоялась 9 января 2007 года на телеканале Интер; впоследствии неоднократно транслировался на «РЕН-ТВ».

## Сюжет
В лесу, рядом с дачным посёлком, происходит серия убийств: неизвестный зверски потрошит молодых девушек (затем жертвами становятся и мужчины тоже). Расследование поручается оперуполномоченному отдела по борьбе с распространением наркотиков капитану Крюкову. Первое что бросается в глаза — атмосфера фирмы «Вавилон», которая готовит девушек для работы за границей в сфере бизнеса: малообщительные девушки живут в мрачном общежитии фирмы под контролем охраны. Крюков выясняет, что около ста лет назад в этих местах уже происходили подобные случаи. Тогда убийца был раскрыт: им оказался фельдшер психиатрической больницы (ныне здание «Вавилона»), некий Яковлев. В подвале Крюков обнаружил на стене высеченный рисунок ритуального ножа Яковлева, которым сейчас орудует новый потрошитель. Все ниточки убийств ведут именно в «Вавилон»…

## В ролях
- Игорь Лифанов — капитан Крюков
- Анатолий Гущин — Лях, друг Крюкова
- Борис Каморзин — полковник Галкин
- Сергей Романюк — Илья Григорьевич Щербаков, добровольный помощник Крюка — пенсионер, полковник КГБ в отставке
- Евгения Гладий — Ирина, внучка Щербакова
- Валерий Легин — Меченный, бандит
- Светлана Вольнова — Маргарита Петровна, директор фирмы «Вавилон»